# Tibor Dombi
Tibor Dombi (11 de novembro de 1973) é um ex-futebolista profissional húngaro que atuava como meia.

## Carreira
Tibor Dombi representou a Seleção Húngara de Futebol nas Olimpíadas de 1996.